# Ranchito de Caimanero
Ranchito de Caimanero är en ort i Mexiko.   Den ligger i kommunen Guasave och delstaten Sinaloa, i den västra delen av landet, 1 200 km nordväst om huvudstaden Mexico City. Ranchito de Caimanero ligger 17 meter över havet och antalet invånare är 199.
Terrängen runt Ranchito de Caimanero är mycket platt. Runt Ranchito de Caimanero är det ganska tätbefolkat, med 100 invånare per kvadratkilometer. Närmaste större samhälle är Guasave, 4,2 km söder om Ranchito de Caimanero. Trakten runt Ranchito de Caimanero består till största delen av jordbruksmark.